# Mátrai borvidék
A Mátrai borvidék (hivatalos nevén Mátrai Történelmi Borvidék)  Magyarország 22 borvidéke közül  - a területe alapján - a második legnagyobb, míg a hegyvidékiek között pedig a legnagyobb. A szőlő ültetvény nyilvántartott területe kb. 7.815 hektár. Ezen a  területen ősi hagyományai vannak a szőlészeti-borászati tevékenységnek.

## Fekvése
A Mátra hegység déli lejtőin, a Mátraalján,  kelet-nyugat irányban a Tarna és a Zagyva folyók által határolt területen, mintegy 15−20 km széles sávban helyezkedik el.

## Híres bortermelő települések
- Abasár,
- Gyöngyös,
- Gyöngyöspata,
- Gyöngyössolymos,
- Gyöngyöstarján,
- Nagyréde,
- Rózsaszentmárton,
- Szűcsi.

## A gyöngyösi bortermelés története
Valószínű, hogy Gyöngyösön már a honfoglalást megelőző időkben is folyt szőlőművelés.
Az itteni szőlő- és bortermelésről az első adat egy 1301-es oklevélből maradt ránk, mely szerint a településen birtokos Csobánka László comes 3 fia megosztozott ősi gyöngyösi birtokukon, melynek nagy része szőlő volt, és leírta az osztásra került szőlők elhelyezkedését is, melynek egy része Gyöngyöspüspöki mellett, a másik Péter, Detrik fia és Fogas Detrik szőleje között (Péter mály), a harmadik rész pedig a város alatt feküdt.
Az 1576. évi tizedösszeírás is kitért a lakosság szőlőművelésére, az összeírás szerint a városnak ekkor 348 bortermelő lakosa volt, és az általuk fizetett bortized összege 608 köbölre rúgott; így az évi termés 6688 köbölt tett ki.
Az 1578 évi összeírás szerint Gyöngyösnek 350 bortermelője volt, akik 733 köböl tizedbort szolgáltattak be. A köbölt ez idő szerint 15 pinttel számították.
A háborús idők megfogyasztották a termelők számát, mert az 1605-ös évben csak 125 bortermelőt írnak össze, akik 123 köböl bortizedet fizettek.
A város élelmes bortermelői boraikkal országszerte kereskedtek és a bort önmaguk adták el, mert itthon a kocsmáltatási jog a várost illette; a város maga szabta meg a termelőktől a város kocsmáinak vásárlandó bor árát.
Mivel a harmincadszedők a borárus gyöngyösieket megfizettetni akarták, János király Gyöngyös város régi kiváltságának biztosítására 1536-ban védelmi levelet adott ki, amelyben biztosította a borral kereskedő gyöngyösieket, hogy őket jártukban-keltükben senki ne akadályozhassa. E kiváltság biztosítását a gyöngyösiek később is állandóan szorgalmazták.
1608-ban II. Mátyás is engedélylevelet adott ki a gyöngyösi bortermelők részére, mely szerint saját termésű boraikat vám- és adómentesen árusíthatták az ország minden részén.
A 18. század előtti időkben a gyöngyösi bortermelők főleg a fehér szőlőfajokat művelték köztük a rajnai fajokat is, amelyeket báró Brudern József telepített be gyöngyöstarjáni szőlejébe. Azonban a 19. század elején a kadarkát kezdték ültetni, melyet török szőlőnek neveztek. Ez volt az uralkodó fajta egészen az 1886-ban fellépő filoxéravészig, amely három év alatt elpusztította az összes szőlőterületet.
A filoxéravész végzetes csapást mért Gyöngyösre, mert lakosai nemcsak a város határában levő 2000 holdnyi szőlejüket vesztették el, hanem a Gyöngyös vidékén lévő falvak határaiban elterülő szőlőiket is, melyek szintén 2000 holdnyi területen feküdtek.
Később az amerikai fajtákba való oltás által a szőlőfelújítás nagy munkája rengeteg anyagi áldozattal és verejtékkel végre sikerült, úgyhogy a filoxérapusztítás után alig tíz év múlva, a város lakossága újra jobb napokat látott.
Az új telepítéssel meghonosultak a legnemesebb csemege- és borszőlők is. A kistermelők különösen a csemege-fajokat ültették, mert a kedvező kereskedelmi viszonyok mellett ezek termését a legelőnyösebben értékesíthették.
A szőlő mellett a gyöngyösi termelőnek régebben a híres gyöngyösi bab volt a mellékkeresete; a későbbi időkben azonban a kivitelre jobban keresett csontár-gyümölcsöket (cseresznye, meggy, barack) termelték.[forrás?]